# Görsbach
Görsbach é um município da Alemanha localizado no distrito de Nordhausen, estado da Turíngia.
A cidade de Heringen/Helme é a Erfüllende Gemeinde (português: municipalidade representante ou executante) do município de Görsbach.